# Diaglyptella quadrisulcata
Diaglyptella quadrisulcata là một loài tò vò trong họ Ichneumonidae.